# Hervé Ndonga
Hervé Ndonga est un footballeur congolais (RDC) né le 2 mai 1992 à Kinshasa. Il joue, depuis février 2015, au Progresso da Lunda Sul au poste de milieu de terrain,.

## Biographie

### En club
Hervé Ndonga participe avec le TP Mazembe à la Coupe du monde des clubs 2010 organisée aux Émirats arabes unis. En finale de la Coupe du monde des clubs de la FIFA 2010 qui oppose le TP Mazembe à l'Inter Milan (défaite 3-0), il entre sur le terrain à la 89e minute à la place de Dioko Kaluyituka.

### En équipe nationale
Il participe au Tournoi de Toulon 2013 avec la sélection des moins de 20 ans.
Hervé Ndonga reçoit deux sélections en équipe de RD Congo lors de l'année 2013. Il s'agit de deux rencontres jouées face à la Libye et le Togo, rentrant dans le cadre des éliminatoires du mondial 2014.

## Statistiques
| Saison    | Club       | Matches | buts |
| --------- | ---------- | ------- | ---- |
| 2010/2011 | TP Mazembe | 1       | 0    |
| 2011/2012 | TP Mazembe | 12      | 1    |
| 2012/2013 | TP Mazembe | 16      | 1    |
| 2013/2014 | TP Mazembe | 7       | 1    |

## Palmarès
- Vainqueur de la Ligue des Champions de la CAF 2010 avec le TP Mazembe.
- Vainqueur de la Supercoupe de la CAF 2010 avec le TP Mazembe
- Finaliste de la Coupe du monde des clubs en 2010 avec le TP Mazembe